# Ток вероятности
В квантовой механике ток вероятности (или поток вероятности) описывает изменение функции плотности вероятности.

## Определение
Ток вероятности {\displaystyle {\vec {j}}} определяется как
{\displaystyle {\vec {j}}={\frac {\hbar }{2mi}}\left(\Psi ^{*}\nabla \Psi -\Psi \nabla \Psi ^{*}\right)={\frac {\hbar }{m}}{\mbox{Im}}(\Psi ^{*}\nabla \Psi )},
где {\displaystyle \Psi } — волновая функция частицы массой {\displaystyle m}, звёздочка обозначает комплексное сопряжение, {\displaystyle \nabla } — оператор набла, {\displaystyle \hbar } — редуцированная постоянная Планка, {\displaystyle i} — мнимая единица, {\displaystyle \mathrm {Im} }(...) — «мнимая часть» выражения в скобках.

## Размерность
Размерность квантовомеханического тока вероятности в системе СИ, как следует из определения данной величины, — м-2c-1, что соответствует физическому смыслу. При этом подразумевается, что волновая функция имеет размерность м-3/2.

## Свойства
Вектор {\displaystyle {\vec {j}}} удовлетворяет квантово-механическому уравнению непрерывности
{\displaystyle {\frac {\partial \rho }{\partial t}}+\nabla \cdot {\vec {j}}=0}
с плотностью вероятности {\displaystyle \rho }, заданной как
{\displaystyle \rho =|\Psi |^{2}}.
Уравнение непрерывности эквивалентно интегральному уравнению
{\displaystyle {\frac {\partial }{\partial t}}\int \limits _{V}|\Psi |^{2}dV+\int \limits _{S}{\vec {j}}\cdot d{\vec {S}}=0},
где {\displaystyle V} — объём, {\displaystyle t} — время и {\displaystyle S} — граница объёма {\displaystyle V}. Это закон сохранения для плотности вероятности в квантовой механике.
Интеграл в первом слагаемом последнего уравнения (без производной по времени) — вероятность нахождения частицы в пределах объёма  {\displaystyle V} в момент измерения её положения. Второе слагаемое — скорость, с которой вероятность «вытекает» из объема {\displaystyle V}. В целом уравнение гласит, что производная по времени от вероятности нахождения частицы в объёме {\displaystyle V} равна скорости, с которой вероятность «втекает» в этот объём.

## Примеры

### Плоская волна
Ток вероятности, который можно сопоставить плоской волне
{\displaystyle \Psi =Ae^{i{\vec {k}}\cdot {\vec {r}}}e^{-i\omega t}}
(где {\displaystyle {\vec {r}}} — радиус-вектор точки наблюдения, {\displaystyle {\vec {k}}} — волновой вектор волны де Бройля, {\displaystyle \omega } — её частота, {\displaystyle A} — амплитуда), запишется в виде
{\displaystyle {\vec {j}}={\frac {\hbar }{2mi}}|A|^{2}\left(e^{-i{\vec {k}}\cdot {\vec {r}}}\nabla e^{i{\vec {k}}\cdot {\vec {r}}}-e^{i{\vec {k}}\cdot {\vec {r}}}\nabla e^{-i{\vec {k}}\cdot {\vec {r}}}\right)=|A|^{2}{\frac {\hbar {\vec {k}}}{m}}.}
Это произведение квадрата амплитуды волны на скорость частицы ({\displaystyle {\vec {p}}=m{\vec {v}}=\hbar {\vec {k}}} — импульс): 
{\displaystyle {\vec {v}}={\frac {\vec {p}}{m}}={\frac {\hbar {\vec {k}}}{m}}}.
Несмотря на то, что плоские волны отвечают стационарным состояниям и, следовательно,
{\displaystyle {\frac {d|\Psi |^{2}}{dt}}=0}
во всём пространстве, ток вероятности отличен от нуля. Это демонстрирует, что частица может двигаться даже если её пространственная плотность вероятности не имеет никакой явной зависимости от времени.

### Частица в ящике
Под [одномерным] «ящиком» в квантовой механике понимается область ({\displaystyle 0<x<L}, {\displaystyle L} — ширина области вдоль координаты {\displaystyle x}) постоянной потенциальной энергии, ограниченная бесконечными стенками. По двум другим координатам ({\displaystyle y}, {\displaystyle z}) движение считается свободным, то есть ширины ({\displaystyle L_{y}}, {\displaystyle L_{z}}) области по этим координатам очень велики. Для такой области волновые функции частицы запишутся в виде
{\displaystyle \Psi _{n}={\sqrt {\frac {2}{L}}}{\sqrt {\frac {1}{L_{y}L_{z}}}}\sin \left({\frac {n\pi }{L}}x\right)}
и ноль справа и слева от ямы ({\displaystyle x<0} или {\displaystyle x>L}). Тогда ток запишется в виде
{\displaystyle j_{n}={\frac {\hbar }{2mi}}\left(\Psi _{n}^{*}{\frac {\partial \Psi _{n}}{\partial x}}-\Psi _{n}{\frac {\partial \Psi _{n}^{*}}{\partial x}}\right)=0},
поскольку {\displaystyle \Psi _{n}=\Psi _{n}^{*}.}

## Вывод уравнения непрерывности
В этом разделе уравнение непрерывности выводится из определения тока вероятности и основных принципов квантовой механики.
Предположим что {\displaystyle \Psi } — волновая функция для частицы, зависящая от трёх переменных {\displaystyle x}, {\displaystyle y}, и {\displaystyle z}). Тогда 
{\displaystyle P=\int \limits _{V}|\Psi |^{2}dV}
определяет вероятность измерить позицию частицы в объёме {\displaystyle V}. Производная по времени запишется в виде
{\displaystyle {\frac {dP}{dt}}={\frac {\partial }{\partial t}}\int \limits _{V}|\Psi |^{2}dV=\int \limits _{V}\left({\frac {\partial \Psi }{\partial t}}\Psi ^{*}+\Psi {\frac {\partial \Psi ^{*}}{\partial t}}\right)dV},
где последнее равенство предполагает, что частную производную по времени можно внести под интеграл (форма объёма {\displaystyle V} не зависит от времени). 
Для дальнейшего упрощения рассмотрим нестационарное уравнение Шрёдингера
{\displaystyle i\hbar {\frac {\partial \Psi }{\partial t}}={\frac {-\hbar ^{2}}{2m}}\nabla ^{2}\Psi +V\Psi }
и используем его для того, чтобы выделить производную по времени от {\displaystyle \Psi }:
{\displaystyle {\frac {\partial \Psi }{\partial t}}={\frac {i\hbar }{2m}}\nabla ^{2}\Psi -{\frac {i}{\hbar }}V\Psi }.
Подстановка в предыдущее уравнение для {\displaystyle {\frac {dP}{dt}}} даёт
{\displaystyle {\frac {dP}{dt}}=-\int \limits _{V}{\frac {\hbar }{2mi}}\left(\Psi ^{*}\nabla ^{2}\Psi -\Psi \nabla ^{2}\Psi ^{*}\right)dV}.
Теперь после перехода к дивергенции имеем
{\displaystyle \nabla \cdot \left(\Psi ^{*}\nabla \Psi -\Psi \nabla \Psi ^{*}\right)=\nabla \Psi ^{*}\cdot \nabla \Psi +\Psi ^{*}\nabla ^{2}\Psi -\nabla \Psi \cdot \nabla \Psi ^{*}-\Psi \nabla ^{2}\Psi ^{*}}
и, поскольку первое и третье слагаемое сокращаются, приходим к
{\displaystyle {\frac {dP}{dt}}=-\int \limits _{V}\nabla \cdot {\frac {\hbar }{2mi}}\left(\Psi ^{*}\nabla \Psi -\Psi \nabla \Psi ^{*}\right)dV}.
Теперь, используя выражение для {\displaystyle P} и замечая, что выражение, на которое действует оператор набла, есть {\displaystyle {\vec {j}}}, запишем:
{\displaystyle \int \limits _{V}\left({\frac {\partial |\Psi |^{2}}{\partial t}}+\nabla \cdot {\vec {j}}\right)dV=0},
которое является интегральной формой уравнения непрерывности. Дифференциальная форма следует из того факта, что предыдущее уравнение выполнено для всех «объёмов» {\displaystyle V}, и интеграл можно опустить:
{\displaystyle {\frac {\partial |\Psi |^{2}}{\partial t}}+\nabla \cdot {\vec {j}}=0}.